# Bajo Aguán
Bajo Aguán se refiere a la zona que rodea al río Aguán en Honduras. Se localiza en el departamento de Colón el noreste y Yoro; todo el valle cubre 200.000 hectáreas.
El área fue en un tiempo utilizada por las compañías bananeras, pero fue abandonada en la década de 1930, lo que llevó al deterioro de la infraestructura y a una fuerte disminución de la población. En 1961 contaba con 68 000 habitantes. Luego se inició una recolonización; en 1974 contaba con 181 000 habitantes y volvió a ser una zona agrícola importante.
En la década de 1980 estaba produciendo «la mayor parte de la piña, pomelo y coco, en Honduras y casi la mitad de su de salida del banano». En 2011, gran parte de las tierras de cultivo se dedicó a las plantaciones de palma de aceite, incluyendo 22 000 acres (alrededor de una quinta parte de las tierras agrícolas del Bajo Aguán) propiedad de Miguel Facussé Barjum de Corporación Dinant.
En la novela Prisión verde, de Ramón Amaya Amador, escrita en 1945, se refiere a la vida en las plantaciones bananeras de la zona.

## Conflicto del Bajo Aguán
Es un conflicto en la zona entre 300 000 campesinos y tres terratenientes: Miguel Facussé (quien posee 4000 hectáreas en el Bajo Aguán), René Morales y Reynaldo Canales. 
Los campesinos cultivaban miles de hectáreas mediante arriendo, el conflicto se inició en 2008 y se incrementó luego del Golpe de Estado en Honduras de 2009, los campesinos se organizaron en el Movimiento Unificado Campesino del Aguán (MUCA).
Han sido asesinadas 128 personas, de ellos 90 campesinos, 14 guardias privados, 7 empresarios, un militar y un policía.
Una salida al conflicto es la compra de 3000 hectáreas que se darían a los campesinos, pero esto legalizaría estas tierras obtenidas en forma dudosa.